# Anemonensee
Der Anemonensee ist eine ehemalige Schottergrube westlich von Wiener Neustadt in Niederösterreich.

## Geschichte

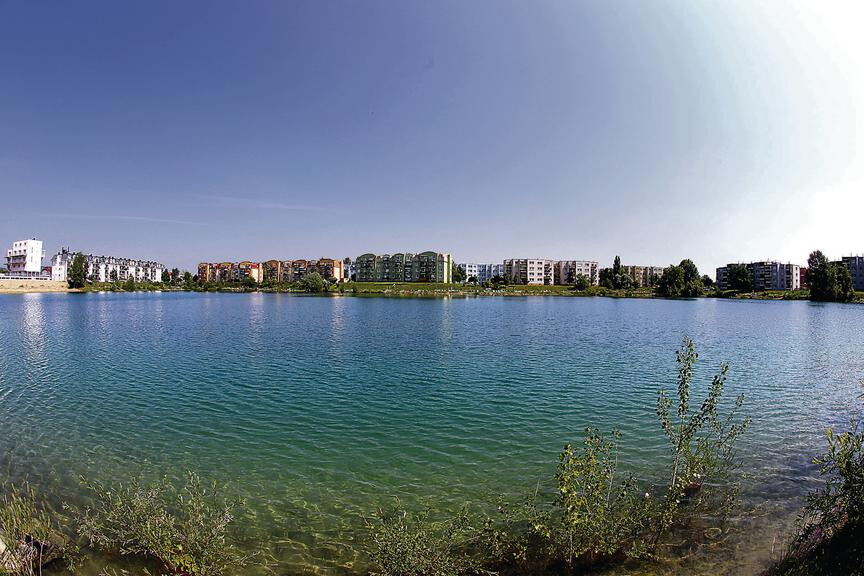
Anemonensee 2015

Nach Beendigung der Gewinnung von Schotter wurde das Areal für die Nutzung zu Wohnzwecken adaptiert und an Wohnbauträger sowie auch an Privatpersonen verkauft. Im Umfeld wurden ein Kindergarten und eine Mittelschule eröffnet sowie an der Schneebergbahn die Haltestelle Wiener Neustadt Anemonensee errichtet. Benannt wurde der See nach den hier aufgefundenen fossilen Seeanemonen.

### Zu wenig Grundwasser

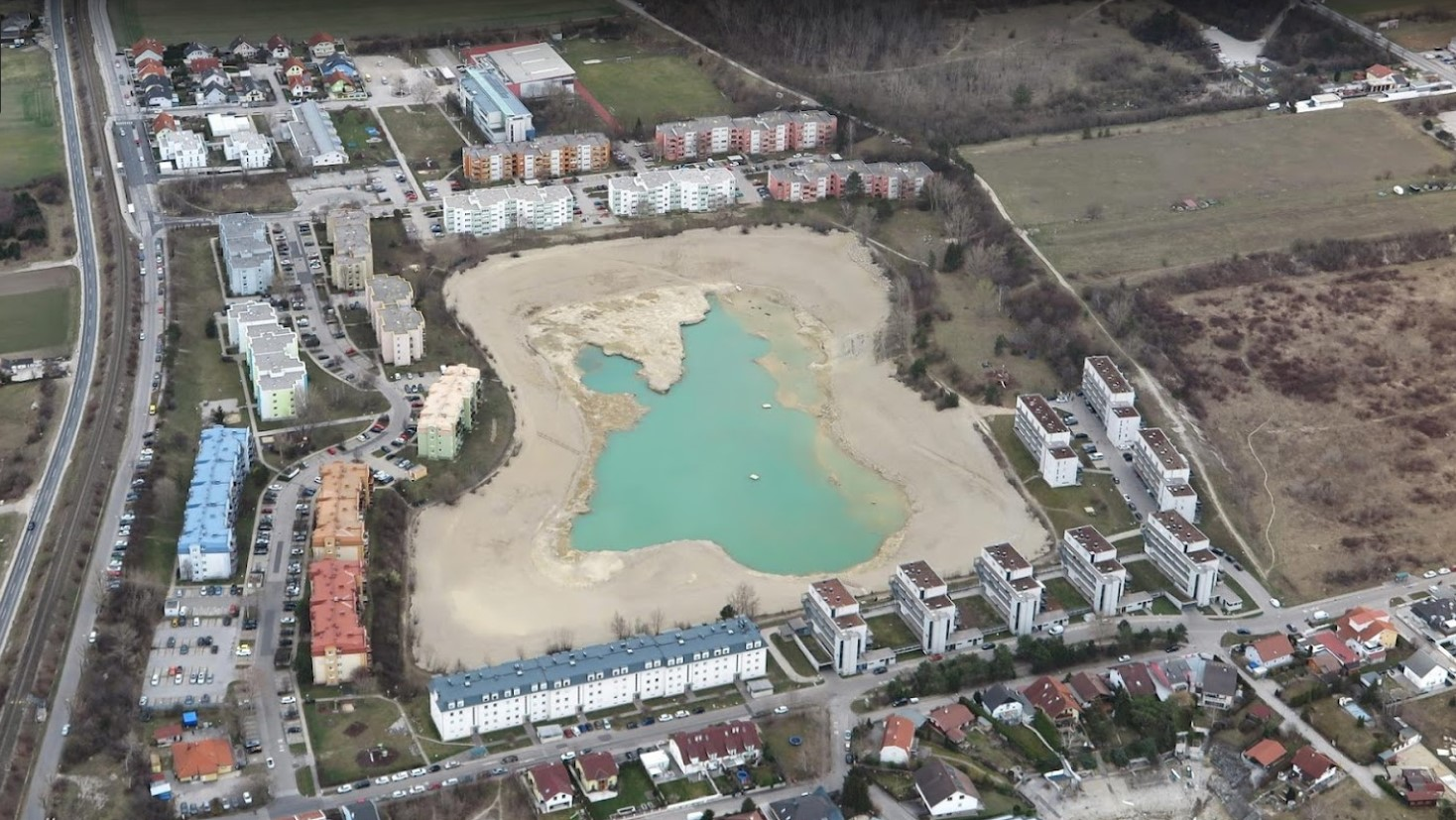
Anemonensee 2023

Mit dem Grundwasser sank der Pegel des Anemonensees. Bis März 2022 fiel er weitgehend trocken. Am 6. März 2022 wurde ein Tieferbaggern und Neugestalten der Uferanlagen im Laufe von 3 Monaten angekündigt. Die Baggerarbeiten sind mittlerweile abgeschlossen.
Durch einen Mangel an Niederschlag, insbesondere von Schnee, der langsam schmilzt und daher gut versickert sank der Grundwasserspiegel von 266 m über der Adria im Jahr 2010 um fast 10 Meter auf 257 m (2022).